# Barragem de Bariri
A Usina Hidrelétrica de Bariri (Álvaro de Souza Lima) está localizada no estado brasileiro de São Paulo, entre os municípios de Bariri e Boracéia e represa as águas do rio Tietê. 

## Características
É uma das seis hidrelétricas construídas pelo governo do estado de São Paulo no rio Tietê. Assim como as outras, seu projeto passou pelo laboratório de hidráulica da Escola Politécnica da USP, e pelo professor Kokei Uehara, conhecido como "o domador de rios".
Possui uma barragem mista de terra e concreto, com 856 metros de comprimento e altura máxima de 32,5 metros. Sua construção teve início em 1958 e se estendeu até 1965, quando foi entregue em pleno funcionamento, inclusive com uma ponte automotiva sobre ela. A barragem conta com 6 comportas, sendo 4 vertedouros de superfície e 2 mistos (superfície e descarregador de fundo), estes últimos utilizados em situações de emergência devido à grandes cheias ou manutenção. Ligada ao corpo da barragem, em sua ombreira esquerda há uma eclusa, que integra a hidrovia Tietê-Paraná, possibilitando o escoamento de cargas através de grandes embarcações.
Seu reservatório alaga uma área máxima 63 KM2. Gera até 136,8 MW por meio de 3 turbinas tipo Kaplan, a partir de uma queda bruta de 24 m. Seu nível máximo operacional é de 427,50 m acima do nível do mar e seu nível mínimo operacional é de 426,50 m acima do nível do mar. Sua capacidade de vazão vertente é de 5.580 m³/s.
É considerada uma usina hidrelétrica a fio d'água.